# Brauhaus Döbler
Das Brauhaus Döbler ist eine Familienbrauerei mit über 150-jähriger Brautradition in Bad Windsheim.

## Geschichte
Im Jahre 1867 übernahm Johann Leonhard Döbler das Anwesen Nr. 466 mit Brau- und Branntweinrecht von Johann Nikolaus Reuthlingshöfer zum Kaufpreis von 17.000 Gulden.
Nachdem 1880 der Firmengründer gestorben war, führte seine Frau Margarete Barbara die Geschäfte weiter, bis der Sohn Wilhelm I. Döbler 1885 die Brauerei übernahm. 1944 starb Wilhelm I. Döbler. Seine Frau Anna Martha führte die Geschäfte in der schweren Nachkriegszeit weiter. Sechs Jahre später trat Wilhelm II. Döbler mit seiner Ehefrau Erna die Unternehmensnachfolge an.
Die Brauerei war zu diesem Zeitpunkt technisch noch auf dem Stand des 19. Jahrhunderts. Dies sollte sich jedoch sehr bald ändern: Sie verlegten als erstes die Lagerkeller in den im Haus am Kornmarkt befindlichen Gewölbekeller und schufen gleichzeitig eine Ammoniak-Kühlmaschine an. Zur Abfüllung der Flaschen wurde bald darauf eine halbautomatische Abfüllanlage in Betrieb genommen. Bald wurde dann aber der Platz zu beengt und man beschloss, auf das Nachbargrundstück zu expandieren, wo dann das Kellerhaus mit Gär- und Lagerkeller untergebracht wurde.
1986 übernahmen Wilhelm III. und Elke Döbler die Brauerei. Diese verwenden zur Herstellung ihrer Biere nur noch Braugerste aus kontrolliertem Vertragsanbau.
Seit April 2021 ist die Brauhaus Döbler GmbH & Co. KG Pächterin des Kommunbrauhauses im Fränkischen Freilandmuseum Bad Windsheim und braut dort zwei Biersorten ein.
Zum 1. Januar 2022 haben nunmehr Katharina Döbler-Saule und Wilhelm E. Döbler die Geschäftsführung in 5. Generation übernommen. 

## Biere
Das Brauhaus Döbler versteht sich als mittelständische Sortimentsbrauerei. Ganzjährig werden sieben verschiedene Biersorten gebraut, die durch Saisonbiere ergänzt werden.
- Altstadt-Hell: Helles Vollbier mit 4,8 % vol. alc., die meistgetrunkene Sorte – schlank, spritzig und unaufdringlich im Geschmack
- Windsheimer Reichsstadtbier: naturtrübes Kellerbier. Erstmals zur 750-Jahr-Feier der ehemals freien Reichsstadt Bad Windsheim gebraut.
- Döbler Hefeweizen: Obergäriges, hefehaltiges Weizenbier – fruchtig im Geschmack und an Banane und Ananas erinnernd
- Löschauer Urtyp: Bernsteinfarben, malziges Märzenbier.
- Döbler-Pils, typisches hopfenherbes Pilsener, in der 0,33l Longneck-Flasche erhältlich.
- Freilandmuseum Dunkel: Dunkles, malzaromatisches Spezialbier
- Freilandmuseum Zwickel: Helles, untergäriges und unfiltriertes Spezialbier

Von Martini bis Ostern:
- Döbler Doppelbock, dunkler Doppelbock mit 8,1 % vol. alc. Und 18 % Stammwürze speziell für die kalte Jahreszeit eingebraut.

## Braugaststätte
Schon seit Beginn der Firmengeschichte gehört die Braugaststätte am Kornmarkt in der Stadtmitte Bad Windsheims zur Brauerei dazu. Dort werden ganzjährig vier Sorten hausgebraute Biere vom Fass ausgeschenkt und typisch fränkische Brotzeiten angeboten. Im Sommer ist der Biergarten am Kornmarkt – direkt am Aischtalradweg – ein Ausflugsziel.

## Sonstiges
Die Brauerei ist Mitglied im Brauring, einer Kooperationsgesellschaft privater Brauereien aus Deutschland, Österreich und der Schweiz.